# Tom Kerrigan

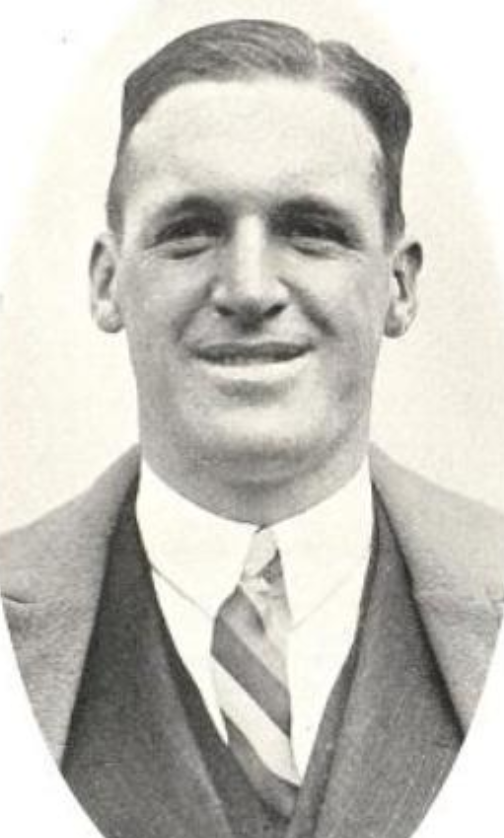
Tom Kerrigan

Thomas Francis (Tom) Kerrigan (Quincy, 10 oktober 1895 – New York, 8 mei 1964) was een Amerikaanse golfprofessional. Hij was 50 jaar pro op de Siwanoy Country Club en woonde in Mount Vernon in de staat New York.

## Loopbaan
Tom Kerrigan werd geboren in North Quincy (Massachusetts). Hij had drie broers en een zuster. Tom en zijn broers William en George werden caddie en later golfprofessional. Toms eerste baan was bij de Dedham Polo & Country Club in Massachusetts. In 1914 ging hij op Siwanoy werken.
Tom Kerrigan was clubpro in de ouderwetse zin van het woord. Hij was clubmaker en gaf les, onder meer aan Jess Sweetser, die in 1926 de eerste Amerikaan was die het Brits Amateur won. 
Het baanrecord van Siwanoy staat op naam van Kerrigan, in 1929 speelde hij een ronde van 66, in 1931 speelde hij de eerste negen holes in 29 slagen, en in 1939 speelde hij de 18 holes in 62 slagen. De par was 71.
In 1916 werd de eerste editie van het US PGA-kampioenschap op Siwanoy gespeeld. Hij mocht de eerste bal afslaan. Hij won de eerste twee rondes maar verloor in ronde 3 van Jim Barnes, die uiteindelijk kampioen werd.
Tijdens de Eerste Wereldoorlog diende bij de Marine.
Kerrigan was in 1921 lid van het Amerikaanse team dat voor het eerst tegen een Brits team speelde, dit zou enkele jaren  later uitgroeien tot de Ryder Cup. In 1921 eindigde hij op de 3de plaats bij het Brits Open met een score van 74-80-72-72=298, twee slagen achter Jock Hutchison, die Roger Wetherer in een play-off versloeg.
Een ander hoogtepunt overkwam hem ook in 1921 op de Greenwich Country Club, waar allerlei pro's oefenrondes speelden voor het Metropolitan Open. Hij zou een demonstratiewedstrijd spelen met Jim Barnes tegen de ongeslagen Ted Ray en Harry Vardon, maar Barnes was niet op komen dagen. James Douglas Edgar speelde net een oefenronde en werd gevraagd in te vallen. Edgar was een beetje beledigd dat hij hiervoor gevraagd werd, maar Edgar en Kerrigan versloegen de Britten, en dat maakte veel goed.
Hij was te ziek om zijn 50-jarig jubileum te vieren en overleed op 8 mei 1964 op 68-jarige leeftijd.